# Buffalo (vehículo)
El Buffalo MPV (en inglés: Mine Protected Vehicle) es un vehículo blindado de combate de ingeniería estadounidense, del tipo MRAP, fabricado por la empresa Force Protection, Inc., cuyo diseño está basado en el vehículo blindado de remoción de minas sudafricano Casspir.

## Historia
El ejército y la armada de Estados Unidos, los primeros en utilizarlo, disponen de cierto número de materiales que cuestan alrededor de 10 millones de dólares la unidad. 35 sirven en junio de 2008 en Irak y en Afganistán. El 29 de septiembre de 2005 uno de ellos fue destruido en acción durante un ataque a un convoy en Bagdad.

## Características
Igual que el Casspir era un vehículo de 4 ruedas, el buffalo tenía un par de más. También estaba equipado con un gran brazo articulado, que un operador podía utilizar para examinar en una mina respetando una buena distancia de seguridad, quedando así protegido. Pesa 20 toneladas sin carga y 36’6 toneladas plenamente cargado.
El punto en común entre estos dos vehículos sigue siendo la forma característica de casco en V, del chasis que permite evacuar la expulsión de una mina debajo del mismo vehículo. Además el escudo y la forma del vehículo protegen contra los impactos de un calibre de 7,62 milímetros.
Está equipado con un sistema de detección de minas en la parte delantera  del vehículo.  Permite transportar bajo protección a más o menos un equipo de 5 desminadores, así como aviones de remoción de minas de tierra (en el remolque trasero), y  manipular el dispositivo explosivo con un brazo dedicado a este propósito, sobre el cual se puede adaptar diferentes utensilios.
Por otra parte, puede llevar hasta 12 combatientes en su  módulo trasero, convirtiéndolo en un vehículo de blindaje ligero apto para el transporte de tropas.
Los insurgentes iraquíes lo han denominado como “la garra”, a causa de la pinza característica situada al final del brazo articulado, utilizada para la desminación. Su eficacia es tal, en la lucha contra los explosivos improvisados, que los grafitis en el muro de Bagdad indican en árabe “muerte a las garras”.

## Usuarios
- Estados Unidos : 200
- Canadá : 20
- Francia : 5 : ( entregados por la usmc) a partir de noviembre del 2008. El coste unitario anual de mantenimiento en 2013 fue de 30262 euros.
- Reino Unido :  14 entregadas a partir de finales del 2009.
- Italia : 6

## En la cultura popular
Este vehículo blindado se usó para el modo alterno del personaje Bonecrusher, uno de los Decepticons de la película Transformers dirigida por Michael Bay.